# Società Ginnastica Andrea Doria - Sezione Calcio 1923-1924
Questa pagina raccoglie i dati riguardanti la Società Ginnastica Andrea Doria nelle competizioni ufficiali della stagione 1923-1924.

## Stagione
Nella stagione 1923-1924 fu incluso nel girone B. Il club chiuse al 6º posto.

## Rosa
| N. |                   | Ruolo | Calciatore                 |
| -- | ----------------- | ----- | -------------------------- |
|    | Italia (bandiera) | C     | Giovanni Battista Bagnasco |
|    | Italia (bandiera) |       | Benvenuto                  |
|    | Italia (bandiera) | C     | Orazio Bisio               |
|    | Italia (bandiera) | A     | Luigi Borfico              |
|    | Italia (bandiera) |       | Lodovico Burlando          |
|    | Italia (bandiera) | D     | Enrico Calzolari           |
|    | Italia (bandiera) | D     | Enrico Capris              |
|    | Italia (bandiera) | C     | Tito Carbone               |
|    | Italia (bandiera) | C     | Adolfo Cornazzani          |
|    | Italia (bandiera) | C     | Cusano I                   |
|    | Italia (bandiera) | C     | Angelo Dellacasa           |
|    | Italia (bandiera) | A     | Osvaldo Fatica             |

| N. |                   | Ruolo | Calciatore         |
| -- | ----------------- | ----- | ------------------ |
|    | Italia (bandiera) |       | Renato Fava        |
|    | Italia (bandiera) |       | Filippini          |
|    | Italia (bandiera) | C     | Giuseppe Ghiglione |
|    | Italia (bandiera) | C     | Gino Lamon         |
|    | Italia (bandiera) |       | Gaetano Magnifico  |
|    | Italia (bandiera) | A     | Mazzino Merlini    |
|    | Italia (bandiera) | D     | Santino Passano    |
|    | Italia (bandiera) | P     | Mario Seghesio     |
|    | Italia (bandiera) | A     | Mario Torriani     |
|    | Italia (bandiera) | P     | Enrico Viacava     |
|    | Italia (bandiera) |       | Maurizio Viviani   |

## Risultati

### Prima Divisione

#### Girone B

##### Girone di andata
| Arbitro: | Vota (Torino) |

|            |           |  |
| Grillo 63’ | Marcatori |  |

| Arbitro: | Scamoni (Torino) |

|                                            |           |  |
| Cornazzani 12’, 41’ Merlini 43’ Cusano 50’ | Marcatori |  |

| Arbitro: | Bistoletti (Milano) |

|                |           |            |
| Vassarotti 86’ | Marcatori | 77’ Cusano |

| Arbitro: | Portigliatti (Torino) |

|                      |           |             |
| Calzolari 47’ (rig.) | Marcatori | 89’ V. Papa |

| Arbitro: | Panzeri (Milano) |

|                |           |                           |
| Porta 39’, 88’ | Marcatori | 15’ Viviani 70’ Ghiglione |

| Arbitro: | Enrietti (Torino) |

|              |           |            |
| Bagnasco 46’ | Marcatori | 41’ Sbrana |

| Arbitro: | Armano (Torino) |

|              |           |  |
| Bagnasco 44’ | Marcatori |  |

| Arbitro: | Bellini (Padova) |

|                        |           |                              |
| Ardissone 1’ Rosso 55’ | Marcatori | 32’ Bisio 64’ (rig.) Merlini |

| Arbitro: | A. Gama (Milano) |

|                          |           |               |
| Bagnasco 38’ Merlini 63’ | Marcatori | 64’ Schönfeld |

| Arbitro: | Bistoletti (Milano) |

|                                            |           |  |
| Pozzi 64’ (rig.) Schiavio 65’ Martelli 75’ | Marcatori |  |

| Arbitro: | Alfieri (Bologna) |

|                                  |           |  |
| Bagnasco 7’, 22’ Cusano 40’, 65’ | Marcatori |  |

##### Girone di ritorno
| Arbitro: | Grossi (Milano) |

|  |           |                         |
|  | Marcatori | 47’ Mandosso 85’ Roveda |

| Arbitro: | Franciosini (Modena) |

|                   |           |  |
| Albertoni 9’, 56’ | Marcatori |  |

| Arbitro: | Sganzetta (Torino) |

|  |           |             |
|  | Marcatori | 7’ Preti II |

| Arbitro: | Germani (Padova) |

|                         |           |                         |
| Santagostino 39’ (rig.) | Marcatori | 8’ Merlini 51’ Bagnasco |

| Arbitro: | Bistoletti (Milano) |

|                                        |           |                         |
| Lamon 14’ Bisio 52’, 90’ Ghiglione 87’ | Marcatori | 30’ Zanardi 32’ Ferrais |

| Pisa 24 febbraio 1924 17ª giornata | Pisa                | 0 – 0 | Andrea Doria | Arena Garibaldi\| Arbitro: \| Pierallini (Modena) \| |
| Arbitro:                           | Pierallini (Modena) |       |              |                                                      |

| Arbitro: | Vota (Torino) |

|              |           |  |
| Gallotti 43’ | Marcatori |  |

| Arbitro: | A. Gama (Milano) |

|             |           |              |
| Torriani 7’ | Marcatori | 8’ Mattuteia |

| Arbitro: | U. Gama (Milano) |

|                              |           |                |
| Schönfeld 6’, 35’ Falchi 16’ | Marcatori | 66’ Cornazzani |

| Arbitro: | Mauro (Milano) |

|  |           |             |
|  | Marcatori | 8’ Schiavio |

| Legnano 13 aprile 1924 22ª giornata | Legnano        | 0 – 2 A tav. | Andrea Doria | Stadio Comunale\| Arbitro: \| Guiot (Milano) \| |
| Arbitro:                            | Guiot (Milano) |              |              |                                                 |

## Statistiche

### Statistiche di squadra
| Competizione    | Punti | In casa | In casa | In casa | In casa | In casa | In casa | In trasferta | In trasferta | In trasferta | In trasferta | In trasferta | In trasferta | Totale | Totale | Totale | Totale | Totale | Totale | DR |
| Competizione    | Punti | G       | V       | N       | P       | Gf      | Gs      | G            | V            | N            | P            | Gf           | Gs           | G      | V      | N      | P      | Gf     | Gs     | DR |
| --------------- | ----- | ------- | ------- | ------- | ------- | ------- | ------- | ------------ | ------------ | ------------ | ------------ | ------------ | ------------ | ------ | ------ | ------ | ------ | ------ | ------ | -- |
| Prima Divisione | 21    | 11      | 5       | 3       | 3       | 18      | 10      | 11           | 2            | 4            | 5            | 10           | 16           | 22     | 7      | 7      | 8      | 28     | 26     | +2 |

### Statistiche dei giocatori
| Giocatore     | Prima Divisione | Prima Divisione |
| Giocatore     | Presenze        | Reti            |
| ------------- | --------------- | --------------- |
| G. Bagnasco   | 20              | 8               |
| Benvenuto     | 1               | 0               |
| O. Bisio      | 16              | 3               |
| L. Borfico    | 2               | 0               |
| L. Burlando   | 3               | 0               |
| E. Calzolari  | 22              | 1               |
| E. Capris     | 22              | 0               |
| T. Carbone    | 15              | 0               |
| A. Cornazzani | 11              | 3               |
| C. Cusano     | 15              | 4               |
| A. Dellacasa  | 1               | 0               |
| R. Fava       | 1               | 0               |
| Filippini     | 3               | 0               |
| G. Ghiglione  | 19              | 1               |
| G. Lamon      | 17              | 1               |
| G. Magnifico  | 1               | 0               |
| M. Merlini    | 16              | 4               |
| S. Passano    | 18              | 0               |
| M. Seghesio   | 5               | -6              |
| M. Torriani   | 13              | 1               |
| E. Viacava    | 17              | -20             |
| M. Viviani    | 4               | 0               |